# Leila Badre
Leila Badre (en árabe:ليلة بدر; Beirut, 20 de febrero de 1943) es una arqueóloga libanesa. Fue la directora del Museo Arqueológico de la Universidad Americana de Beirut desde 1980 a 2020. Realizó importantes descubrimientos en varios lugares del Levante: un templo en Tell Kazel, en Siria y, en el Líbano, un glacis fenicio en Beirut, así como dos santuarios en Tiro, uno fenicio y otro del período helenístico.

## Biografía
Badre nació en Beirut y asistió a la escuela secundaria "Dames de Nazareth" de la misma ciudad. Obtuvo su licenciatura y maestría en arqueología en la Universidad Americana de Beirut y luego completó en 1976 un doctorado en la Universidad de París 1 Pantheon-Sorbonne. Su tesis, titulada "Figuras antropomórficas en la Siria de la Edad del Bronce", la completó en 1976, se publicó en 1980 y se convirtió en un libro de referencia sobre el tema. También impartió conferencias en el Louvre, el Instituto del Mundo Árabe en París y en varias conferencias internacionales.
Entre 1968 y 1975 trabajó como asistente de investigación en el Museo Arqueológico de la Universidad Americana de Beirut (AUB); de 1977 a 1979, luego como investigadora científica en el Instituto Francés de Arqueología del Medio Oriente (IFAPO) y más tarde en 1992 como consultora del departamento de historia y arqueología. en la Universidad de Balamand.
Ejerció tres puestos docentes: en la Universidad Libanesa entre 1978 y 1988, luego como profesora residente en el IFAPO y profesora invitada en la Universidad de Dijon, Borgoña en 1989, posteriormente como profesora invitada en la Escuela Normal Superior de París en 1991.
El cargo más notable y extenso que ocupó fue como directora del Museo AUB desde 1980, donde supervisó un proyecto de renovación total y masiva en 2006. También fue responsable de la creación de un museo en la cripta subterránea en ruinas de la Catedral ortodoxa griega de San Jorge en el centro de Beirut.
Sus intereses incluyen la conservación del patrimonio, la religión, la gente del mar, la cerámica bruñida a mano, el Bronce tardío y la Edad del Hierro. Se retiró en 2020 y sus colegas editaron la publicación compilatoria Nuit de pleine lune sur Amurru - Mélanges offerts à Leila Badre.

## Trabajo de campo
Badre dirigió varias excavaciones:
- Líbano: Tell el-Ghassil 1968-1974,[12] Sarafand 1969-1974, Tell Arqa 1978, centro de la ciudad de Beirut 1993-1999,[13] Catedral ortodoxa de San Jorge en Beirut 1995-2000, Monasterio de Kaftoun Monastery, desde 2004, Tiro 2012
- Siria: Ugarit 1973, Ibn-Hani 1977-1979, Tell Kazel 1985-2010.[14][15]
- Yemen: Hadramout 1979-1983 y
- Dubái: 1969-1970.

También dirigió excavaciones de rescate en el centro de Beirut, descubriendo el antiguo sitio de Biruta que aparece en las cartas de Amarna durante el siglo XIV a. C. y el sitio fenicio de Birôth.

## Premios y reconocimientos
Recibió la distinción de comendador de la Orden nacional del Cedro que le confirió el jefe de Estado Michel Aoun en 2018.